# Пять скандх
Пять скандх (кхандх) или «групп привязанности», Паньчаскандхи (пали. IAST: pañcakhandhā, санскр. पञ्चस्कन्धी, IAST: pañcaskandhī) — пять составляющих, необходимых для формирования личности, в соответствии с феноменологией буддизма. В буддийской традиции индивид рассматривается не в плане дуализма души и тела, а как психофизический конгломерат пяти изменчивых скандх, непрерывная флуктуация которых создает видимость личной идентичности. Другими словами, совокупность пяти скандх является основой для представления «Я» индивида.
Будда указывал, что отождествление пяти скандх с «Я» и «самостью» (не путать с понятием Самости в психологии К. Г. Юнга) является одним из ложных представлений о личности, и отмечал, что духкха или страдание происходит вследствие привязанности к пяти скандхам.

## Группы привязанности
Эти группы являются пятеричной классификацией, в которой Будда подытожил все физические и умственные явления существования, и в частности те, которые кажутся невежественному человеку его «эго» или личностью. Следовательно, рождение, старение, смерть и прочий опыт также входят в эти пять групп, охватывающих в действительности всё мироздание.
1. Форма, материальное[4] — рупа (санскр. रूप, IAST: rūpa; пали IAST: rūpa-kkhandha; кит. трад. 色蘊, упр. 色蕴, пиньинь sè yùn) — тело с органами чувств, пять их познавательных способностей (пять «внешних» индрий, бахья-индрии[5]): зрение, слух, обоняние, осязание, вкус, а также пять соответственных типов материальных объектов восприятия (вишая): цветоформы, звуки, запахи, тактильные ощущения, вкусы[4]. То, что в рупа-скандху входят не только тело с органами чувств, но и внешние чувственные объекты восприятия, стирает границы между субъектом и объектом, организмом и окружающей средой[6]. Форма состоит из четырёх компонентов (махабхута): земли, ветра, огня и воды. Понятие «рупа» близко к понятию «материя» в западной философии.[7][8][9][10][11][12]
2. «Чистое» чувство, ощущение — ведана (санскр. वेदना, IAST: vedanā; пали IAST: vedanā-kkhandha; кит. трад. 受蘊, упр. 受蕴, пиньинь shòu yùn) — чувственное переживание, возникающее в потоке сознания при контакте одного из пяти органов чувств и ума (шесть индрий: ум — шестая, «внутренняя» индрия[5]) с объектом восприятия (аламбана)[13]. Речь идёт о действии предметов мира на чувственность, перцепции (эмоции к ведана-скандхе не относятся). Существуют три вида чувства: приятное, неприятное и нейтральное. Их особенность в том, что они не осмысливаются, а только принимаются: их яркость пропорциональна их интенсивности[10].
3. Совместное постижение, понимание[14], представления — санджня (сання) (санскр. संज्ञा, IAST: saṃjñā; пали IAST: saññā-kkhandha; кит. трад. 想蘊, упр. 想蕴, пиньинь xiǎng yùn) — опознавание объектов пяти видов чувственного восприятия: цветоформ, звуков, запахов, телесных ощущений, вкусов[10][15]; познание через соединение элементов, конструирование их единства, концептуализация, идеи[14]. Знаково-понятийное содержание сознания[15]. Речь идёт об аффективной обработке чувственного восприятия и формировании концепций.
4. Формирующие факторы, опыт, склонности, воля — самскара (санкхара) (санскр. संस्कार, IAST: saṃskāra; пали IAST: sankhāra-kkhandha; кит. трад. 行蘊, упр. 行蕴, пиньинь xíng yùn) — впечатление, отпечаток, след, латентная тенденция, оставляемая действием (кармой) тела, речи и ума в психике[16]; также мотивации практически всех видов умственной деятельности (мнений, мыслей, решений, волевых импульсов), которые в дополнение к ощущениям и восприятию присутствуют в отдельном моменте сознания. Воля, намерение (четана) являются основой действия (кармы) и движущей силой, закабаляющей в сансаре[17]. При перерождении самскары выступают как «формирующие факторы» тела, органов познания, психики, пола, статуса, окружения и т. д. живого существа, появившегося на свет[18]. Санскара-скандха «собирает», «составляет» другие четыре скандхи[19]. Таким образом, самскара является одновременно и результатом накопления отпечатков прошлой кармы, и «формирующим фактором» при рождении, и источником новой кармы[18]. Речь идёт в первую очередь об осознанном действии.[10]
5. Различение, избирательное познание[20] — виджняна (винняна) (санскр. विज्ञान, IAST: vijñāna; пали IAST: viññāṇa-kkhandha; кит. трад. 識蘊, упр. 识蕴, пиньинь shìyùn; префикс «ви-», стоящий перед словом «джняна» — «знание[21]», имеет распределительное значение[22]) — общая способность ощущать, различать, распознавать[20]. Существуют шесть распознаваний (виджнян): зрительное, слуховое, обонятельное, осязательное, вкусовое, ментальное[23]. «Шесть форм распознавания» всегда направлены на объект своей категории[24]. В отличие от санджни — познания через установление связи и соединение, виджняна является познанием через дифференциацию, различение, анализ, выбор[20]. Буддолог А. В. Парибок определяет виджняну как «фокус внимания», обращенный на восприятие какой-либо одной из шести познавательных способностей (индрий)[25]. Виджняна в широком смысле объединяет ряд непостоянных и мгновенных различных психических состояний в одну серию, обозначает всю интеллектуальную активность, сознание[26], тождественна психике (читта) и охватывает все психические процессы — от чувственных распознаваний, эмоций и мышления до воли, намерений и внимания[27], включая понимание результатов действия, не омрачённое эмоциями, запоминание, накопление знаний[10].

## Значение теории пяти скандх
Пять скандх являются одной из основополагающих буддийских концепций и важной частью буддийской доктрины в целом. Только через них воспринимается мир (сансара), и ничто не воспринимается не через них. Поэтому, одной из основных систем классификации элементов (дхарм) потока бытия служит схема из пяти категорий, соответствующих пяти скандхам. Согласно классификации дхарм, которая появилась в Абхидхарме одной из ранних буддийских школ сарвастивада (вайбхашика) и затем воспроизводилась в разных абхидхармических текстах, а также в «Энциклопедии Абхидхармы» (Абхидхарма-коша), насчитывается 75 элементов существования. Сансару образуют 72 непостоянные дхармы, называемые «составными» (санскрита-дхармы). Эти 72 дхарма-элемента конституируют сансарический опыт, входят в пять скандх живого существа и распределяются по скандхам следующим образом:
1. Чувственное, группа формы (рупа-скандха) — 11 дхарм: 5 типов объектов (вишая), 5 познавательных способностей (индрии), «непознаваемое» (авиджняпти) — элемент, относящийся к деятельности сознания.
2. Группа ощущения (ведана-скандха) — 1 дхарма. Ощущение бывает трех видов: приятное, неприятное, а также ни то, ни другое. По характеру ощущение бывает пяти видов: физическое наслаждение и боль, моральное удовлетворение и мучение, а также безразличие. По участию органов чувств различают 6 видов ощущения: 5 видов, возникающих при контакте с органами чувств зрения, слуха, обоняния, осязания, вкуса и 1 вид, когда задействован интеллект. С точки зрения времени, ощущение бывает двух видов: прошедшее и настоящее. Буддхагхоша (V в.) рассматривал ощущения с точки зрения спасения: благоприятные, неблагоприятные, безразличные. Хотя дхарма и одна, но она образует группу (скандху) по причине большого разнообразия ощущения и рассмотрения с разных позиций.
3. Группа различения (санджня-скандха) — 1 дхарма. По Васубандху, суть различения — «схватывание» общего признака или отдельных существенных признаков: длинное, короткое, мужчина, женщина, друг, недруг и так далее. Различение рассматривается так же в аспекте органов чувств (6 видов) и времени (2 вида).
4. Группа сил (формирующих факторов; самскара-скандха) — 58 дхарм: 44 дхармы относятся к психическим процессам, 14 дхарм относятся к «чистым силам».
5. Группа сознания (виджняна-скандха) — 1 дхарма; по Васубандху — знание, или представление, в отношении каждого отдельно взятого объекта. Дхарма сознания определяется как общее понятие сознания (без содержания). Различают 6 видов сознания: сознание видимого, сознание слышимого, сознание обоняемого, сознание осязаемого, сознание вкушаемого и сознание ума (нечувственное) — интеллект, понимаемый как осознание предыдущего мгновения.[30]

Из-за пяти скандх возникает привязанность (упадана) и страдания (духкха).
Бхара Сутта:

Пять скандх — это бремя, а личность есть носитель бремени.

Бремя приносит страдание существам, а избавление от бремени приносит счастье.

Сложив с себя бремя, достойный почитания отдаляется от принятия другого бремени.

Полностью искоренив жажду, достигаешь совершенного покоя.
Оригинальный текст (пали)Bhārā bhave pañcakkhandhā bhārahāro ca puggalo,

Bhārādānaṃ dukhaṃ loke, bhāranikkhepanaṃ sukhaṃ.

Nikkhipitvā garuṃ bhāraṃ aññaṃ bhāraṃ anādiya,

Samūlaṃ taṇhaṃ abbuyha nicchāto parinibbuto.

Доктрина описывает одну материальную (рупа) и четыре «умственных» (нама — «имя», в данном контексте — идеальное) скандхи, которые передают относительный опыт окружающего мира индивида. Отдельно рупа (форма) представляет собой каналы восприятия внешнего мира через органы чувств и объекты чувственного восприятия; поэтому рупа отождествляется с материальным. Субъект, представляющий собой психосоматическую организацию «нама-рупа», изображается на схемах как лодочник (управитель, ум) и лодка. «Нама-рупа» является четвёртым звеном (нидана) в двенадцатичленной формуле бытия.
Скандхи зависимы друг от друга, поэтому в возникновении опыта и его анализе обычно задействована вся их система. Согласно «Махаведалла-сутте», «что ощущается (ведана), то и воспринимается (санджня), что распознается, то и осознается (виджняна)».
Порядок скандх имеет важное значение, так как при познании и реакции более «высокие» скандхи находятся в зависимости от более «низких». Четыре «идеальных» скандхи (нама) рассматриваются как элементарный кармический цикл. Сначала — ведана (ощущение чего-то нового, познание), потом — эмоциональное восприятие и опознавание (самджня), сопоставление с имеющимися представлениями. Потом — действие на основании воли и опыта (самскара), и затем — различение и распознавание информации, получаемой от органов чувств и мышления, осознание результата, накопление опыта (виджняна).
На основе схемы из пяти скандх базируется теория буддийской медитации.
Система скандх в некоторой степени коррелируется с теорией К. Г. Юнга, который рассматривал пять основных функций сознания: восприятие, распознавание, оценка, интуиция, акт волеизъявления. Однако психология Юнга опирается на понятие Самости как предельного основания человеческой психики (соответствующее понятию Атмана), а буддийская философия отрицает субстанциальное существование Атмана.

## Скандхи и медитация
Смысл концепции скандх состоит в исследовании опыта для выявления механизма, продуцирующего и репродуцирующего дукху (страдания, неудовлетворенность), и закабаляющего индивида в сансаре. Буддийские авторы рассматривали схему из пяти скандх не только как теоретическое объяснение устройства человека, но и как знания, позволяющие на практике с помощью медитации достичь контроля над всеми психическими процессами, и обрести освобождение от тягот перерождений (нирвана).
Функция «собирания» и «составления» других четырёх скандх приписывается самскара-скандхе. Поэтому, четыре остальные скандхи могут рассматриваться как обусловленные, пассивные самскары. В Палийском каноне приводятся списки самскар. В эти списки входят следующие исключительно ментальные явления: намерение (четана), внимание (манасикара), решимость (адхимокша), энергия (вирья), мысленное сосредоточение (самадхи), витарка и вичара (выделение объекта мысли и его обдумывание) и т. п., а также формирующие факторы тела (кая), речи (вач) и мысли (читта). Каждому уровню сосредоточения (шаматха) соответствует прекращение определённых самскар. Например, в 1-й дхьяне прекращается самскара речи, во 2-й дхьяне прекращаются витарка и вичара (сознание пребывает на объекте непрерывно и без ментального усилия). В следующих дхьянах происходит прекращение групп привязанностей (скандх) — ощущений (ведана) и концептуального познания (санджня).
В «Висуддхимагге» Буддхагхоши скандхи указываются как один из объектов аналитической медитации, посредством которой достигают мудрости (праджня), под которой понимается знание того, что, помимо скандх, нет никакого особого «Я» и «Моё». Есть два способа созерцания скандх: как образ, наделенный концептуализацией, и образ без концептуализации. Первый вид созерцания называют исследующим, второй — устанавливающим. Скандхи исследуются с точки зрения относительной истины и абсолютной истины с целью установления подлинной сущности скандх посредством верного познания (прамана).

### Пять скандх в тибетском буддизме
Ранний буддизм рассматривал личность как соединение пяти скандх. В тантрическом буддизме это представление переносится на самого Будду и заявляется, что он тоже состоит из пяти скандх. И эти скандхи сами по себе являются буддами. В европейской литературе их часто называют «Дхьяни-будды». Следует отметить, что в санскрите есть слово «дхьяна», но нет слова «дхьяни». и данное выражение неправильно. В тантрических текстах говорится о «пяти Татхагатах» (панча-татхагата) или о «пяти Джинах» (панча-джина). «Джина» — это древний эпитет, прилагающийся к Будде, который первоначально относился к победе над страстями (тришна).
В тибетском буддизме рассматриваются пять Джин, представляющих собой пять аспектов Высшей Мудрости изначального Будды (Ади-Будда). Точнее, пять Джин соответствуют телу Самбхогакая, свободного от страстей и привязанностей, выраженных пятью скандхами. Поэтому их также называют буддами пяти скандх.
1. Будда Акшобхья соответствует форме (рупа). Считается, что он способствует преодолению омрачения неведения (авидья).
2. Будда Ратнасамбхава соответствует ощущениям (ведана), помогает освободиться от гнева (кродха).
3. Будда Амитабха соответствует представлению (самджня) и преодолению гордыни (мана).
4. Будда Амогхасиддхи соответствует опыту, воле (самскара), и преодолению вожделения (рага).
5. Будда Вайрочана соответствует сознанию, различению (виджняна), и преодолению ревности (иршья)[42].

Тантрические системы активно работают с пятью скандхами и соответствующими им «пятью Джинами» (тиб. сангье нга).